# Гейслеровы трубки

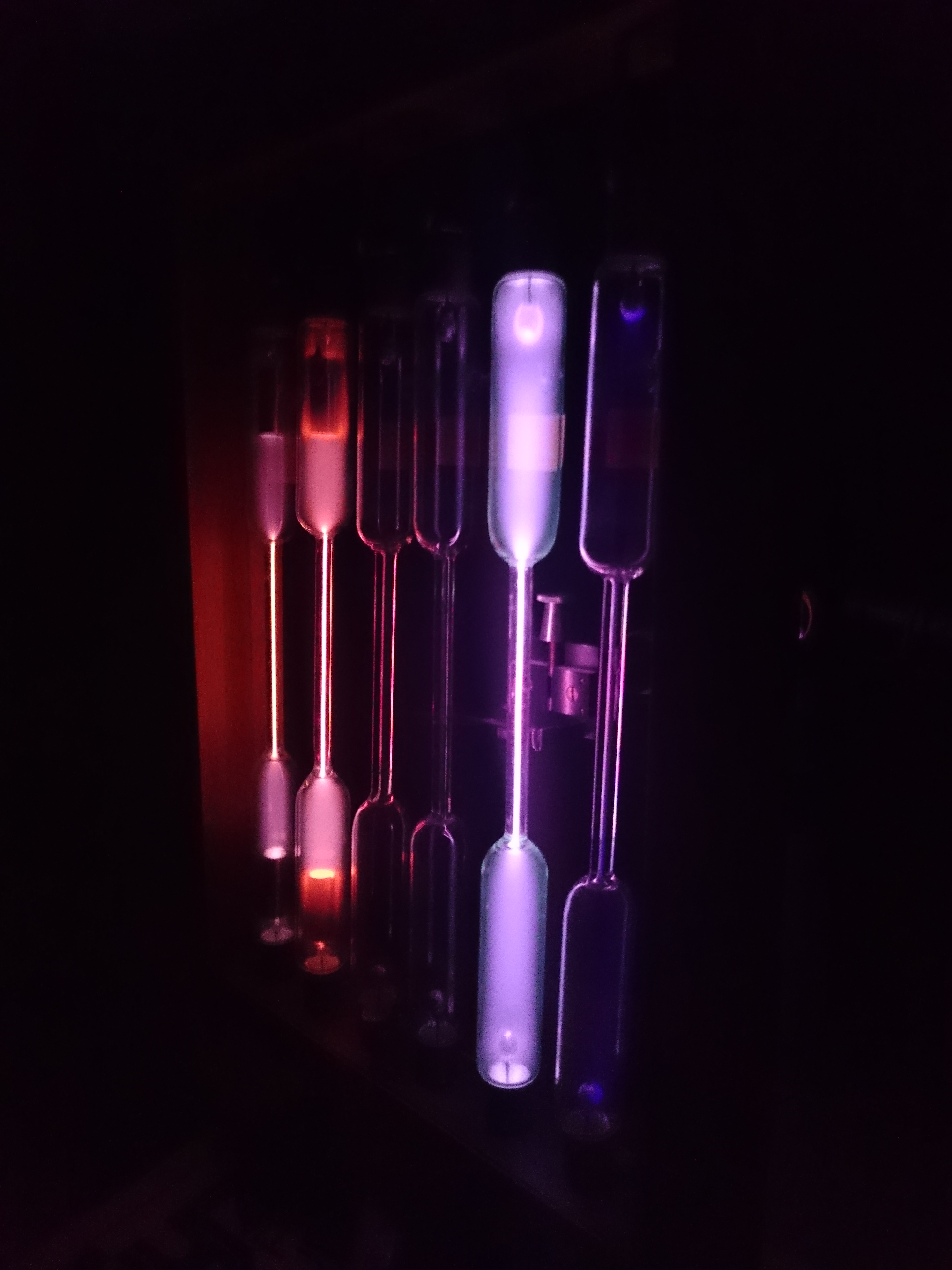
Прямые Гейслеровы трубки, заполненные различными газами.

Гейслеровы трубки — одни из первых газоразрядных трубок, использовавшиеся для демонстрации принципов электрического тлеющего разряда, аналогичного применяемому в современном неоновом освещении, и игравшие центральную роль в открытии электрона:67. Трубка была изобретена германским физиком и стеклодувом Генрихом Гейслером в 1857 году. Она состоит из герметичного, частично вакуумированного стеклянного цилиндра различной формы с металлическим электродом на каждом конце, содержащего разреженные газы, такие как неон, аргон или воздух, пары ртути или другие проводящие флюиды или ионизируемые минералы или металлы, такие как натрий. Когда между электродами подается высокое напряжение, через трубку течёт электрический ток. Ток отделяет электроны от молекул газа, создавая ионы, а когда электроны рекомбинируют с ионами, газ излучает свет посредством флуоресценции. Цвет излучаемого света зависит от материала внутри трубки, благодаря чему можно добиться множества различных цветов и световых эффектов. Первые газоразрядные лампы, Гейслеровы трубки, были новинкой, выполненной во многих художественных формах и цветах, чтобы продемонстрировать новую науку об электричестве. В начале XX века эта технология была коммерциализирована и превратилась в неоновое освещение.